# Viburnum formosanum
Viburnum formosanum är en desmeknoppsväxtart. Viburnum formosanum ingår i släktet olvonsläktet, och familjen desmeknoppsväxter.

## Underarter
Arten delas in i följande underarter:
- V. f. formosanum
- V. f. leiogynum
- V. f. pubigerum